# Сидорівське городище
Сидорівське городище — археологічний пам'ятник у середній течії Сіверського Дінця. Знаходиться в Краматорському районі Донецької області біля села Сидорове, за 5 км від Святогірська.

## Розташування городища
Сидорівське городище розкопано біля села Сидорове Краматорського району Донецької області. Воно займає ділянку на правому березі річки Сіверський Донець. Городище ділиться на дві частини глибокими балками, які носять назву: Мале і Велике городища. У давнину всі ці балки оточувала вода, зараз Сіверський Донець знаходиться за 1 км на схід від городища. Під час весняних розливів вода затоплює пагорб, на якому розташовані залишки городища. Городище оточувала лінія укріплень, які збережені погано, а місцями зовсім не помітні. Лінії, що залишились, розміщені на відстані 120 м одна від одної.
Деяка видимість оборонних ліній у 1971 році дала можливість археологу В. К. Міхеєву виявити траншею часів хозарських племен. На півночі зовнішня лінія укріплень підходила до Середнього яру, перетинаючи його, піднімалась по схилу до території посаду — Великого городища — і далі зникала, відокремлюючи третю частину городища. На думку В. К. Міхєєва, площа городища становила 120 га.

## Дослідження городища
Вперше городище привернуло увагу археолога В. К. Міхєєва у 1971 році.
Городище продовжували досліджувати у 80-х роках. Археолог В. В. Давиденко виявив два могильники, які прилягали до городища. У 1994, 1996 і 1997 роках А. В. Колесніком та Е. Кравченком велися дослідження знайдених могильників. А з 2000 року почалися розкопки житлової частини городища, дослідження якого набуло систематичного характеру. До 2003 року на території даного археологічного пам'ятника було проведено 15 розкопок, що мають загальну площу більше 3000 кв. м.

## Історія поселення
Дані дослідження допомогли встановити, що городище виникло в 2-й половині VIII століття і було невеликим населеним пунктом. Про те, що тут жили люди, свідчать знахідки монет, серед них: аббасидські дирхеми, дві половинки табарістанських драхм, солід імператора Костянтина V. Територія поселення збільшилась у IX столітті в три рази. Саме до цього періоду відносяться прилеглі до житлової частини городища мусульманські кладовища, на яких нині досліджено 216 поховань. Дані поховання свідчать про те, що серед хозарів у цей час поширювався іслам. На власне городищі розкопано 4 поховання, котловани 11 напівземлянок, два гончарних горна і десятки господарських ям. Знайдені матеріали на цих ділянках комплексу досить однорідні. Найцікавішою є знахідка кришок з високими ручками, що мають аналоги в кераміці X століття Волзької Болгарії та ввезена кераміка — амфорні тари кримського виробництва, які є різновидами причорноморських амфор, що датуються 2-ю пол. IX — 1-ю пол. X ст. Серед знахідок присутні в невеликих кількостях фрагменти глечиків з плоскими ручками.
Знахідки свідчать, що найрозвиненішим городище було в IX — 1-й пол. X ст. Це пояснюються занепадом сусіднього Царицинського городища і притоком населення із залишеного населеного пункту. Своє існування городище припинило внаслідок ворожих нападів. Про це свідчать знахідки скелетів в окремих будівлях і в культурному шарі поселення. періодично на території з'являлось інше населення, але тут воно вже не селилось. Ці процеси продовжувались до кінця XIV століття.